# Kanal svetega Jerneja
Kanal svetega Jerneja (pogovorno Jernejev kanal, tudi kanal sv. Jerneja) je dovodni kanal Sečoveljskih solin in je v preteklosti ob plimi zagotavljal dotok morske vode do sečoveljskih solin, danes pa v glavnem služi za priveze manjših plovil.

## Zgodovina
Kanal je bil zgrajen tudi za plovbo v zvezi z odvozom pridelane soli v glavna skladišča soli (Antenal, Grande, Monfort). Od leta 1904, ko je bilo v Sečoveljskih solinah rekonstruirano območje Lera, vse do leta 1968, se je kanal uporabljal za plovbo do ladjedelnice na lokaciji nekdanje Drogine tovarne v Seči, kjer so nekoč gradili in vzdrževali plovila sečoveljskih solinarjev. Odkar transport soli iz solin v skladišča ne poteka več po morju, kanala niso več vzdrževali in se je zamuljil, pretočnost se je poslabšala, kanal je bil poln nelegalno urejenih pomolov in privezov, tudi zapuščenih in potopljenih plovil (stanje do 2021). 

## Opis
Jernejev kanal predstavlja del Krajinskega parka Sečoveljske soline, je vodotok t.i. hudourniškega Jernejskega potoka in kljub temu, da nima pritokov, sodi med celinske vode.
V naselju Seča je čez kanal zgrajen edini most, ki omogoča koncesionarju Sečoveljskih solin  dostop do urejenih območij proizvodnje soli, obiskovalcem Krajinskega parka Sečoveljske soline omejen dostop do naravovarstveno varovanih in zaščitenih območij mokrišč, pešcem in kolesarjem pa dostop na Pot zdravja in prijateljstva - Parenzana (D8), ki delno poteka po trasi nekdanje ozkotirne železniške proge Porečanke, ki je povezovala Trst in Poreč. 
Dolžina kanala od ustja do mostu na vhodu v soline je okoli 2200 m in kanal verjetno še predstavlja življenjski prostor za specifične živalske in rastlinske vrste, ki so prilagojene območjem, kjer se občasno mešata sladka in slana voda. Pred izlivom v Piranski zaliv se kanal sv. Jerneja končuje z večjo plitvo, najverjetneje umetno laguno, v kateri so privezi za večja plovila. Tam deluje tudi poslednji ohranjeni škver v slovenskem delu Istre, to je manjša ladjedelnica za tradicionalna lesena plovila. Pred izlivom v morje sta tudi privez za plovila podjetja, ki se ukvarja z marikulturo, to je gojenjem in prodajo školjk in brancinov, ter privez za plovilo piranskega komunalnega podjetja (tudi pogrebne storitve na morju) in za druga plovila, s katerimi se opravljajo vzdrževalna dela na območju Sečoveljskih solin.
Kanal svetega Jerneja je eden od kanalov, ki se geografsko nahajajo na območju Sečoveljskih solin in skupaj s kanalom Grande - Drnica obkroža območje, kjer se na Leri deloma še izvaja proizvodnja soli. Kanal sv. Jerneja nima pritokov in ga poleg meteornih voda napaja le morje Piranskega zaliva. V kanal Grande v središču solin se pri Sečovljah stekata vodotoka Drnica in Stara Dragonja, ne pa tudi reka Dragonja, ki se v morje izliva po strugi ob južni strani Sečoveljskih solin, v smeri proti Savudrijskemu rtu.

## Urejanje razmer, koncesija in upravljanje
Poleg Civilne iniciative Seča in nekaterih piranskih občinskih svetnikov so na neurejeno stanje kanala svetega Jerneja Občino Piran vrsto let opozarjali tudi s strani Krajevne skupnosti Lucija, tudi na problemski konferenci, sklicani leta 2008 na kateri je krajevna skupnost izpostavila, da se Občina Piran na njihove dolgoletne zahteve po ureditvi razmer dotlej ni odzivala, Občina Piran pa je opozorila, da kanal spada v območje Krajinskega parka Sečoveljske soline in je zato v lasti države.
Zaradi perečega stanja degradiranega območja, je Javno komunalno podjetje Okolje Piran, v skladu s potrditvijo odloka Občine Piran o pristanišču Kanal sv. Jerneja in podeljeno koncesijsko pogodbo za upravljanje pristanišča Kanal sv. Jerneja z dne 3. junija 2021, uradno prevzelo upravljanje območje kanala sv. Jerneja in pričelo z urejanjem in čiščenjem 31.376 kvadratnih metrov območja. 
Direkcija za vode Ministrstva za okolje in prostor je z izdajo vodnega dovoljenja Javnemu komunalnemu podjetju Okolje Piran podelila vodno pravico (za obdobje 30-ih let), za neposredno rabo vode Jernejevega kanala, tudi za ureditev tamkajšnjega pristanišča. Ker bodo za ureditev območja ter za vzpostavitev pogojev za izgradnjo pristanišča in izvajanje vodne pravice potrebna večja pripravljalna dela, čiščenje kanala, odstranitev nelegalno zgrajenih privezov in nekaterih plovil, je Upravna enota Piran presodila, da je razumen rok, v katerem mora javno podjetje začeti rabo vode, pet let.

## Škver društva Bracera v Seči
Škver društva ljubiteljev starih bark Bracera  v Seči se nahaja ob izlivu kanala sv. Jerneja v morje. Kanal na tem mestu oblikuje večjo plitvo laguno, v katere jugozahodnem delu stoji ohranjen ter edini še delujoči škver v Sloveniji z dvema navozoma in originalno opremo. Nekateri deli opreme in orodja izvirajo najverjetneje še s konca 19. stoletja. Da sta se tradicionalni način izdelovanja in vzdrževanja lesenih plovil ter obrtniška tehnologija dela v celoti ohranila do danes, gre zasluga posameznikom, ki so tako nekoč kot danes ljubili morje in lesena plovila ter so škver potrebovali za vzdrževanje lastnih plovil in plovil svojih prijateljev.
Že v obdobju Beneške republike je bilo na tem mestu zmeraj mnogo plovil, saj je tu in v neposredni okolici stalo kar pet velikih lesenih skladišč za sol iz solin. Sem so plula tako majhna plovila, ki so vozila sol iz solin, kakor velike beneške trgovske ladje, ki so vozile sol v Benetke in druga pristanišča beneške republike. Čeprav je to območje še slabo raziskano, pa vse kaže, da je na tem prostoru že zdavnaj stal ali majhen mandrač ali škver - ali pa celo oboje. Stari solinarji so pravili, da so tudi na tem mestu vzdrževali svoja plovila. Informacije in obrise »nečesa« je mogoče razpoznati še na nekaterih starih zemljevidih in višinskih posnetkih. Kakor koli že, delovanje mandrača ali škvera se je na tem mestu nekoč prekinilo, zaradi česar je prostor bolj ali manj sameval vse do ponovnega začetka nastajanja današnjega škvera v Seči.
Zasnova škvera, kakršnega vidimo danes, sega sicer šele v konec 60. let dvajsetega stoletja, ko so na tem nenaseljenem prostoru posamezniki popravljali svoja majhna lesena plovila. Ker je bilo vzdrževanje ali popravilo plovil v ladjedelnicah drago, je vsak, ki se je le malo spoznal na les in barke, drobna vzdrževalna dela najraje opravil sam. V tistem času tu ni bilo ne navoza ne ničesar drugega, kar bi kazalo na nekaj »resnejšega«. Na tem prostoru so tedaj občasno domovale le velike batane oz. bateloni, last piranske ribiške zadruge, kakšno solinsko plovilo in še nekaj manjših plovil. Že od nekdaj so tu v mehko blato lagune »nasukali« barke, da so jih popravili. Barko so nasukali ob oseki; ko so popravili ali kalafatizirali en bok, so počakali na plimo, ki je barko dvignila, oseka pa jo je ponovno spustila - tokrat na drugi bok. Ko so katranizirali še tega, so že s prvo plimo lahko odjadrali nazaj na delo.
Tako je bilo vse do leta 1973, ko je pokojni Radoslav Bizjak - Rade, sicer pravi »karpentijer« (ladijski tesar), iz Pirana semkaj pripeljal veliko trabakulo Remac. Skupaj s sodelavcem, ki je skrbel za gostinski del, sta namreč prišla na originalno zamisel, da naredita plavajočo restavracijo. Obnovljenemu plovilu sta nadela ime Korala in le malokdo, ki je bil v 70. letih v Piranu ali v Seči, se je ne spomni (nekaj časa je bila privezana ob današnjem dvigalu pri gledališču Tartini). Ker tako velike barke potrebujejo za vzdrževanje veliko lesa, orodja in dela, je bilo treba zastaviti nekakšen zametek malega škvera z minimalno logistiko in infrastrukturo za delovanje.
Edini še delujoči severnojadranski škver ob izlivu kanala sv. Jerneja v Seči so po dolgotrajnih prizadevanjih piranskega zanesenjaka in preučevalca istrske kulturne dediščine Slobodana Simiča - Simeta leta 2007 končno vpisali v Register kulturne dediščine Slovenije  , kar je prvi korak za razglasitev tehniškega spomenika.

## Načrtovana ureditev
Dosedaj podeljena koncesija in vodna pravica sta pomembni tudi z vidika načrtov Občine Piran za ureditev območja kanala, za gradnjo privezov, izgradnjo ribiškega pristanišča ob vhodu v kanal , nadaljevanje postopkov presoje vplivov na okolje, tudi za pridobitev gradbenih dovoljenj v zvezi z ureditvijo ostale potrebne vodne infrastrukture, vključno z izgradnjo in obnovo visokomorskih nasipov ter obrežnih zidov v kanalu, pa tudi glede ureditve obstoječe dovozne ceste.